# Corneliu Cotogoi
Corneliu Cotogoi (* 23. Juni 2001 in Chișinău) ist ein moldauischer Fußballspieler. Der zentrale Mittelfeldspieler steht seit 2021 bei Petrocub Hîncești unter Vertrag.

## Karriere

### Verein
Cotogoi spielte ab 2020 für den FC Dacia Buiucani. Dort debütierte er für den Liganeuling am ersten Spieltag der Saison 2020/21 im Spiel gegen Zimbru Chișinău als er in der Startelf stand. Im Verlauf der Saison war er Stammspieler und stand in 33 von 36 Ligaspielen auf dem Platz, hiervon 29-mal über die volle Distanz. In der Sommerpause 2021 verließ er den Verein und schloss sich ablösefrei Petrocub Hîncești an. In Hîncești kam der Mittelfeldspieler erstmals auf internationalem Terrain zum Einsatz, so spielte er mit seiner Mannschaft in der Qualifikation zur UEFA Europa Conference League gegen Sileks Kratovo. In der Liga war seine Spielzeit im Vergleich zu seinem vorherigen Verein geringer – entgegen der durchschnittlichen 88 Minuten, kam er jetzt nur noch 59 Minuten zum Einsatz. Trotz der niedrigeren Spieldauer stand er erneut nur in drei Spielen nicht auf dem Platz und absolvierte somit 25 Spiele in dieser Spielzeit.

### Nationalmannschaft
Cotogoi war Teil zweier Jugendnationalmannschaften. So absolvierte er ein Spiel für die moldauische U19 und zwei für die U21. Im März 2021 debütierte er für die A-Nationalmannschaft im WM-Qualifikationsspiel gegen Israel.